# Dissoziierte Sensibilitätsstörung
Die dissoziierte Sensibilitätsstörung (auch dissoziierte Empfindungsstörung) ist eine Form der Sensibilitätsstörung, bei der in einem Hautareal das Temperatur- und Schmerzempfinden (sog. protopathische Sensibilität) gestört oder aufgehoben ist, während das Berührungsempfinden (epikritische Sensibilität) sowie die Tiefensensibilität erhalten ist. Dadurch werden Temperatur- und Schmerzreize, welche z. B. durch einen kalten Gegenstand oder eine Nadel gesetzt werden, nicht mehr als solche, sondern als Druck oder Berührung wahrgenommen.
Ursache ist entweder eine Schädigung der Vorderseitenstränge (Tractus spinothalamicus) bei intakten Hintersträngen im Bereich des Rückenmarks oder eine isolierte Schädigung des Tractus spinothalamicus im Bereich des Hirnstammes oder Zwischenhirns.
Je nach Schädigungsort tritt die Störung segmental, halbseitig oder querschnittförmig (ein- oder beidseitig) auf.
Klassische Beispiele für das Auftreten der dissoziierten Sensibilitätsstörung sind das Wallenberg-Syndrom, die Syringomyelie und das Brown-Séquard-Syndrom.